# Issa Fomba
Issa Fomba (Bamako, 24 de mayo de 2001) es un futbolista maliense que juega como extremo en el Atlético Malagueño de la Tercera División RFEF.

## Trayectoria
Nacido en Bamako, se une a la cantera del Málaga CF en verano de 2019 desde el Derby Académie. En agosto de 2020, tras anotar 25 goles en el Juvenil A malaguista, realiza la pretemporada con el primer equipo. El 13 de septiembre de 2020, aún sin haber jugado con el filial, debuta con el Málaga CF en Segunda División al entrar como sustituto de Yanis Rahmani en la segunda mitad en una derrota por 2-0 frente al CD Tenerife.

## Clubes
Actualizado al último partido disputado el 8 de mayo de 2022.
| Club               | País   | Año       | Partidos | Goles |
| ------------------ | ------ | --------- | -------- | ----- |
| Atlético Malagueño | España | 2020-act. | 43       | 3     |
| Málaga CF          | España | 2020-act. | 1        | 0     |